# Arie van Eijden

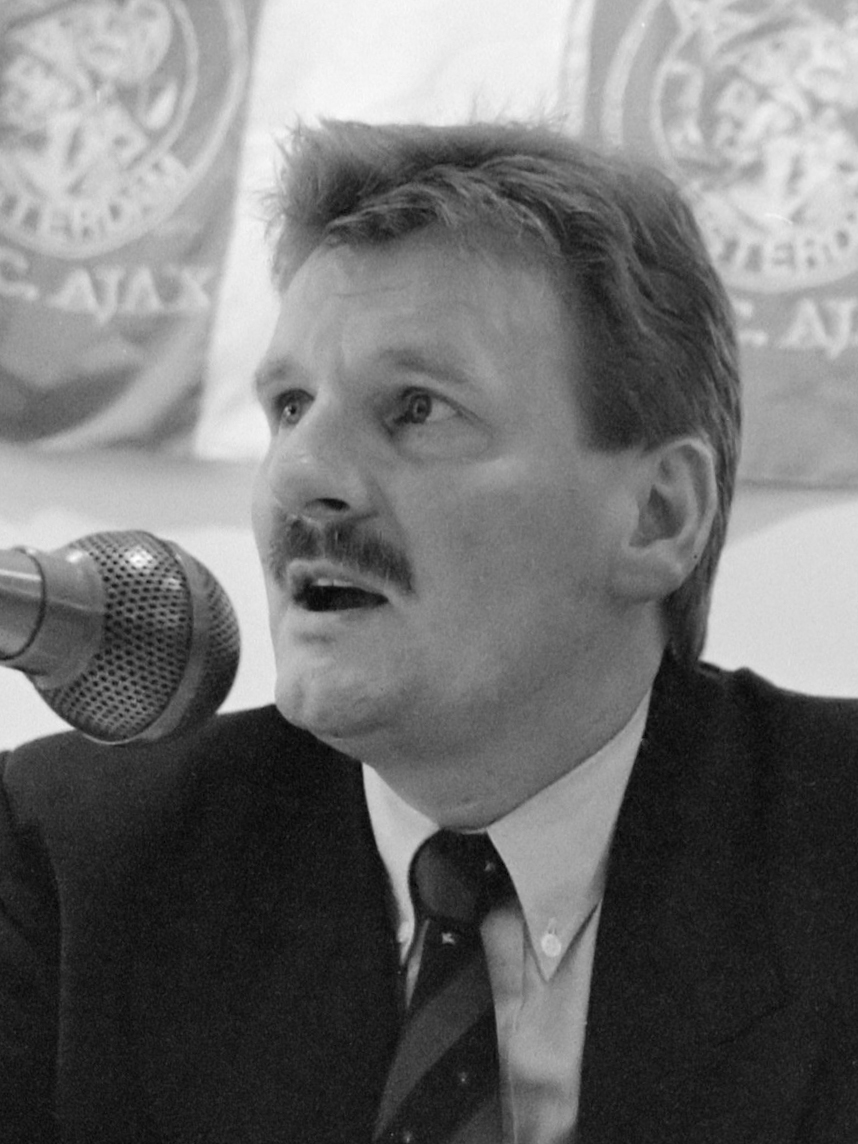
Arie van Eijden (1989)

Arie van Eijden (Amsterdam, 5 april 1946) is een Nederlands sportbestuurder.
Van Eijden was van 2000 tot 1 december 2005 algemeen directeur bij AFC Ajax. Hij werd opgevolgd door Maarten Fontein. Eerder werkte hij voor Shell, waar hij achttien jaar verschillende marketingfuncties bekleedde. Daarnaast was hij contractspeler bij AFC Ajax (1965 - 1968), in welke periode hij twee wedstrijden in het eerste speelde. 
Van 1977 tot 1986 was hij bestuurslid van AFC Ajax, de laatste zeven jaar als vicevoorzitter. In deze periode werd zijn werk onderzocht door de FIOD in verband met zwart geld. Hij werd door Ajax geroyeerd. Negen jaar later, in 1995, kwam hij terug in de betaald voetbalwereld, bij de KNVB, en werd hij 'manager marketing Betaald Voetbal' en daaropvolgend in 1997 directeur van de Sectie Betaald Voetbal. In oktober 2000 draaide Ajax het royement terug en keerde Arie van Eijden terug naar Ajax als algemeen directeur. Onder zijn directeurschap werden de volgende trainers en directeuren aangenomen:
- Ronald Koeman
- Leo Beenhakker (Technisch directeur)
- Martin van Geel (Technisch directeur)
- Louis van Gaal (Technisch directeur)
- Danny Blind
- Maarten Fontein (Algemeen directeur, opvolger van Van Eijden)

Trainer Co Adriaanse, die aan het werk was toen Van Eijden bij Ajax opnieuw binnenkwam, werd ontslagen vanwege spanningen tussen hem en de spelersgroep en de pers. Koeman (slechte resultaten), Van Gaal (onvrede met Koeman) en Beenhakker (privé) zijn uit eigen beweging weggegaan. Van Eijden is inmiddels commissaris van de Eredivisie CV.
Van 1 februari tot 1 juli 2008 werkte Van Eijden als parttime extern adviseur voor N.E.C. In die hoedanigheid presenteerde hij op 16 juni 2008 een onderzoeksrapport. Sinds oktober 2006 is Van Eijden tevens adviseur van de raad van commissarissen van Almere City FC.